# Ерванд I Сакавакяц
Ерванд I Сакавакяц (арм. Երվանդ Ա Սակավակյաց; Недолгожитель, или Кратковечный, по другой версии имеется в виду тот факт, что был назначен или стабилизирован царем: древним армянским кланом Сисаков) — царь Армении по Мовсесу Хоренаци (армянский историк V века), правивший в первой половине VI века до н. э. Отец Тиграна Ервандяна, союзника персидского царя Кира Великого. Об армянском царевиче Тигране, союзнике Кира, и его отце, царе Армении, писал также греческий историк V века до н. э. Ксенофонт в своей «Киропедии», тем не менее имя армянского царя он не называет.
По армянской традиции, Ерванд Сакавакяц — основатель династии Ервандидов правивших в Армении сначала как цари, затем как ахеменидские сатрапы и позже снова как цари. Примерные годы правления — 570−560 годы до н. э. Передал власть своему сыну Тиграну.

## Биография
Царь Ерванд Сакавакяц имел двоих сыновей — Тиграна и Шаварша. Тиграну предстояло сыграть важную роль в усилении армянского государства.
В 553 году до н. э. Кир Великий поднял восстание против Мидии и в 550 году до н. э. создал свою огромную империю — Ахеменидскую Персию. Тигран Ервандуни был другом и союзником Кира и во многом помог ему в борьбе с Мидией. Впоследствии, будучи союзником Кира Великого, Армения занимала привилегированное положение в державе Ахеменидов. В 538 году до н. э. Тигран Ервандуни участвовал в осаде Вавилона.
Важнейшая информация содержится в «Анабасисе» Ксенофонта.